# Zakrzówek-Wieś (województwo lubelskie)
Zakrzówek-Wieś – wieś w Polsce położona w województwie lubelskim, w powiecie kraśnickim, w gminie Zakrzówek.
| SIMC    | Nazwa | Rodzaj    |
| ------- | ----- | --------- |
| 0394329 | Rudy  | część wsi |

Miejscowość leży na Wyżynie Lubelskiej. Przez wieś przepływa początkowy bieg rzeki Bystrzycy, dopływu Wieprza.
Rzeka stanowi granicę mezoregionów: po lewej stronie Wzniesienia Urzędowskie z płaskim ukształtowaniem terenu; po prawej stronie pagórkowata Wyniosłość Giełczewska. We wsi i okolicach występują wąwozy, parowy, źródła i tereny podmokłe.
Zabudowa wsi jest zwarta i rozciąga się na obu brzegach rzeki: strona zachodnia wzdłuż drogi powiatowej nr 2729L Zakrzówek – Zakrzówek-Wieś oraz strona wschodnia wzdłuż drogi powiatowej nr 2289L Zakrzówek – Polichna. We wsi znajduje się remiza Ochotniczej Straży Pożarnej, sklep spożywczy oraz ujęcie wody dla gminy Zakrzówek.
Na południowy wschód od centrum wsi znajduje się jej część (przysiółek) o rozproszonej zabudowie – Rudy.
Wieś stanowi sołectwo gminy Zakrzówek. Według Narodowego Spisu Powszechnego (III 2011 r.) wieś liczyła 483 mieszkańców.
W latach 1975–1998 miejscowość administracyjnie należała do województwa lubelskiego.